# Токораздел
Токораздел — разрыв в электроснабжении контактного рельса на метрополитене.
Создан для разделения участков электроснабжения от разных тяговых электрических подстанций. Длина токораздела задается в правилах технической эксплуатации метрополитенов.
Токоразделы бывают перекрываемые и неперекрываемые.
Длина токораздела выбирается достаточной, чтобы движущийся вагон не соединял соседние участки, питающиеся от разных подстанций и не создавал помехи электроснабжению. Длина токораздела не может быть меньше 14 метров, так как это расстояние между токоприёмниками одного вагона. При движении через токораздел освещение в вагонах старых моделей может прерываться. Более современные вагоны оборудуются блоками питания собственных нужд и аккумуляторными батареями, которые обеспечивают работу низковольтных цепей вагона (в частности, освещения) во время прохождения токораздела.